# Adolf Wuschick
Adolf Wuschick (* 5. August 1870 in Kausche, Landkreis Calau; † 1. Oktober 1955 in Berlin) war ein deutscher sozialdemokratischer Politiker und Gewerkschafter.

## Leben
Er war Metallarbeiter und trat 1894 in die SPD und den freigewerkschaftlichen Deutschen Metallarbeiterverband ein. Er war zwischen 1894 und 1904 Mitglied der Bezirksleitung der DMV in Berlin. Danach war er bis November 1918 Angestellter der Gewerkschaft. In der SPD war er von 1903 bis 1905 Mitglied der Presskommission für den „Vorwärts“.
Von Dezember 1918 bis März 1923 war er Bezirksparteisekretär in Berlin. Als solcher war er 1920 führend an der Organisation des Generalstreiks während des Kapp-Putsches beteiligt. Nach einer kurzen Zeit als Angestellter war er von 1924 bis 1933 Parteisekretär für den Unterbezirk Ober- und Niederbarnim. Er war auch Mitglied im Bezirksvorstand der SPD Brandenburg-Grenzmark.
In den Jahren 1919, 1920, 1924 und 1928 kandidierte Wuschick für die Weimarer Nationalversammlung beziehungsweise den Reichstag. Zwischen 1928 und 1933 war er Mitglied des preußischen Landtages.
Nach dem Ende der nationalsozialistischen Herrschaft war er 1945 kurze Zeit Parteisekretär in Berlin und Mitarbeiter im Presseamt des Bezirksamtes Lichtenberg.
Er war zwischen 1946 und 1950 Mitglied der Berliner Stadtverordnetenversammlung und Alterspräsident des Hauses. Er gehörte seit 1949 dem Verfassungsausschuss an. Zwischen 1950 und 1955 gehörte er dem Abgeordnetenhaus in West-Berlin mit beratener Stimme als Vertreter für die Ost-Berliner Bezirke an.
Im Jahr 1950 wurde er zum Stadtältesten von (West-)Berlin ernannt.